# The Ritz Club
The Ritz Club war ein Musik-Club in New York City, Vereinigte Staaten.

## Geschichte
Die Rock-Kneipe wurde im Jahr 1980 von Jerry Brandt im „Grand Ballroom“ gegründet, dem größten Ballsaal der Webster Hall mit 1800 Plätzen. Die Veranstaltungsstätte fokussierte sich auf Live-Auftritte von Blues- und Rockmusikern. Der Ritz-Club war zudem eine der ersten Musik-Bars, die einen Bildschirm und ein Soundsystem für Konzertfilme und Musikfernsehen besaßen. Bis zum Jahr 1989 befand der Club auf der 119 East 11th Street in New York City. Im April 1989 zog der Ritz-Club in das Studio 54 auf der 254 West 54th Street innerhalb New York Citys um und feierte die Wiedereröffnung als The New Ritz. Anfang der 1990er-Jahre wurde der Name in The Ritz umgeändert. Mitte der 1990er-Jahre wurde die Veranstaltungsstätte geschlossen.

## Künstler
Im Ritz-Klub traten international erfolgreiche Künstler der Musikgeschichte auf. So gaben hier schon unter anderem Depeche Mode, Duran Duran, Eric Clapton, Living Colour, Ozzy Osbourne, Prince, Sting, Tina Turner und U2 Konzerte. Der Musiksender MTV strahlte die Sendung Live from The Ritz aus dem Klub mit den Showacts Gene Loves Jezebel, Great White, Guns N’ Roses, Hoodoo Gurus, Iggy Pop, Julian Cope, Nik Kershaw, Simon Townshend, The Cult, The Saints, The Misfits und White Lion aus.